# 日本—南斯拉夫關係
日本—南斯拉夫關係指的是歷史上日本與南斯拉夫的關係。
日本於1924年與南斯拉夫王國建交。隨後，1925年兩國於維也納簽署了經貿條約。1929年，南斯拉夫在大阪設立名譽領事館。
二戰後，在鐵托領導下，南斯拉夫建立起斯大林體制，而日本則逐漸成為西方陣營的一員。1951年南斯拉夫曾受邀參加舊金山和會，但南斯拉夫認為兩國間沒有尚未解決的糾紛、只需要與日本簡單換約即可，因此沒有參加舊金山和會。1952年，日本與南斯拉夫恢復外交關係並互派使節，使南斯拉夫成為第一個與日本建交的共產黨一黨執政國家。。1957年，雙方達成協議，將雙邊外交關係升格為大使級。
冷戰期間，日本對南斯拉夫基於不結盟主義的外交政策持支持態度。